# Brachypogon africanus
Brachypogon africanus är en tvåvingeart som beskrevs av Meillon 1929. Brachypogon africanus ingår i släktet Brachypogon och familjen svidknott. Inga underarter finns listade i Catalogue of Life.